# 黃海 (剪接師)
黃海，影視製作人，曾榮獲多個最佳剪接獎項，為香港多間電視及廣播機構服務，其後自組製作公司，曾參與電影、電視劇、舞台劇、演唱會、紀錄片及廣告等剪輯、前期拍攝、導演、監製、後期製作等不同崗位工作。
他是香港電影剪輯協會會長及香港電影金像獎董事。曾參與的電影作品，包括《頭文字D》、《雛菊》、 《 十月圍城》、《寒戰》、《踏血尋梅》、《 赤道》、《救火英雄》、《殺破狼．貪狼》、《海霧》、《脫皮爸爸》、《追捕》、《明日戰記》、《盜月者》、《維和防暴隊》、《中國醫生》等。
電影作品曾榮獲多項提名，包括香港電影金像獎、香港電影金紫荊獎、亞太影展、金馬獎、亞洲電影大獎、阿根廷布宜諾斯艾利斯國際電影節獎等。
獲獎電影作品包括 : 電影《頭文字D》更榮獲第十一屆「香港電影金紫荊獎」最佳剪接；電影《寒戰》榮獲第五十五屆「亞太影展」最佳剪接；電影《寒戰》榮獲第三十二屆「香港電影金像獎」最佳剪接；電影《踏血尋梅》榮獲第十屆「亞洲電影大獎」最佳剪接；電影《海霧》榮獲第六屆阿根廷布宜諾斯艾利斯國際電影節最佳剪接。
他曾執導國際知名的日本女歌手濱崎步 音樂電影《距愛 ～Distance Love～》 「glitter / fated」，另外執導及監製「再見理想」及「我們的華星時代」等多個原創舞台劇。2011年，更遠赴西班牙巴塞隆拿為世界足球先生美斯（Lionel Andres Messi）拍攝廣告。

## 作品
- 2005年
  - 電影剪輯：《頭文字D》
- 2006年
  - 電影剪輯：《雛菊》國際剪輯版
- 2007年
  - 電影剪輯：《校墓處》
  - 執導及剪輯：日本女歌手濱崎步 音樂電影《距愛 ～Distance Love～》 (glitter / fated)
- 2008年
  - 執導及監製：仲夏音樂舞台劇－《再見理想Beyond》（合作單位：東亞娛樂、英皇娛樂）
- 2009年
  - 執導及監製：音樂劇－《我們的華星時代》（合作單位：東亞娛樂、英皇娛樂）
  - 電影剪輯：《十月圍城》
- 2011年
  - 廣告拍攝及剪輯：合作－四屆世界足球先生美斯（Lionel Andrés Messi）
  - 李宇春音樂電影剪輯：《序幕》（導演：劉偉強）
  - 電影剪輯：《戀夏戀夏戀戀下》
  - 電影剪輯：《傾城之淚》
  - 電影剪輯：《極速天使》
- 2012年
  - 電影剪輯：《寒戰》
- 2013年
  - 電影剪輯：《在一起》
  - 紀錄片剪輯：《大戰》The Great War（草蜢森巴大戰軟硬FANS演唱會，導演：麥婉欣）
- 2014年
  - 電影剪輯：《救火英雄》
  - 電影剪輯：《三生》（橘子）
  - 電影剪輯：《分手100次》
- 2015年
  - 電影剪輯：《預言》Prophecy
  - 電影剪輯：《赤道》
  - 電影剪輯：《三城記》
  - 電影剪輯：《踏血尋梅》
- 2016年
  - 電影剪輯：《愛在深秋》
  - 電影剪輯：《中國推銷員》
  - 電影剪輯：《綁架丁丁當》
  - 電影剪輯：《驚心破》
- 2017年
  - 執導及剪輯：翠華微電影《情懷未變》
  - 電影剪輯：《毒。誡》
  - 電影剪輯：《殺破狼.貪狼》
  - 電影剪輯：《追捕》
- 2018年
  - 電影剪輯：《脫皮爸爸》
  - 電視劇剪輯：《東方華爾街》
- 2019年
  - 電影剪輯：《神探蒲松齡之蘭若仙蹤》
  - 電視劇剪輯及後期製作：《PTU機動部隊》
  - 電影剪輯：《樂獄》
  - 電視劇剪輯：《仇老爺爺》
- 2020年
  - 電影剪輯：《Baby復仇記》
  - 電視劇剪輯及後期製作：《地產仔》
  - 電視劇剪輯：《戰毒》
  - 電影剪輯：《海霧》
  - 電影剪輯：《聖荷西謀殺案》
  - 電影剪輯：《熱血合唱團》
  - 電視劇剪輯及後期製作：《非凡三俠》
- 2021年
  - 電影剪輯：《中國醫生》
  - 音樂視頻剪輯：《對峙》（歌手：謝霆鋒）
  - 電影剪輯：《測謊人》
- 2022年
  - 電視劇剪輯及後期製作：《家族榮耀》
  - 電影剪輯及後期製作：《邊緣行者》
  - 電影剪輯：《一樣的天空》（乘風破浪/90度角的世界/梨園荊夢/獅子椿下）
  - 電影剪輯：《明日戰記》
  - 電影剪輯：《世間有她》（新聞照片）
  - 音樂視頻剪輯：《對不起我忘了我愛你》（歌手：鄭秀文 feat. 馮德倫）
  - 電視劇剪輯及後期製作：《季前賽》
  - 電影後期製作：《過時·過節》
  - 演唱會剪輯及後期製作：《The Next 20 Hins Live in Hong Kong 張敬軒演唱會》
- 2023年
  - 電影剪輯：《超神經械劫案下》
  - 電影剪輯：《不能流淚的悲傷》
  - 音樂視頻剪輯：《RUMOURS》（歌手：MIRROR）
  - 電影剪輯：《無間一戰》

- 2024年
  - 電影剪輯：《盜月者》
  - 電影剪輯指導：《維和防部隊》
  - 電影剪輯：《裡應外合》
- 2025年
  - 電影剪輯：《曾經擁有》
  - 電影剪輯：《惡行之外》
  - 電影剪輯指導：《熱血燃燒》
  - 電影剪輯指導：《搗破法蘭克》
  - 電影剪輯指導：《再見，也許不再見》
  - 電視劇剪輯指導：《執法者們》

## 獎項及提名
| 年份 | 頒獎典禮                            | 獎項     | 提名作品    | 名單                         | 結果 |
| ---- | ----------------------------------- | -------- | ----------- | ---------------------------- | ---- |
| 2006 | 第25屆香港電影金像獎                | 最佳剪接 | 頭文字D     | 黃海                         | 提名 |
| 2006 | 第11屆香港電影金紫荊獎              | 最佳剪接 | 頭文字D     | 黃海                         | 獲獎 |
| 2010 | 第29屆香港電影金像獎                | 最佳剪接 | 十月圍城    | 黃海、許宏宇                 | 提名 |
| 2010 | 第47屆金馬獎                        | 最佳剪輯 | 十月圍城    | 黃海、許宏宇                 | 提名 |
| 2012 | 第55屆亞太影展                      | 最佳剪接 | 寒戰        | 黃海、鄺志良                 | 獲獎 |
| 2013 | 第32屆香港電影金像獎                | 最佳剪接 | 寒戰        | 黃海、鄺志良                 | 獲獎 |
| 2014 | 第33屆香港電影金像獎                | 最佳剪接 | 救火英雄    | 黃海、許偉傑                 | 提名 |
| 2016 | 第10屆亞洲電影大獎                  | 最佳剪接 | 踏血尋梅    | 黃海、廖慶松、翁子光、朱嘉逸 | 獲獎 |
| 2016 | 第35屆香港電影金像獎                | 最佳剪接 | 踏血尋梅    | 黃海、廖慶松、翁子光、朱嘉逸 | 提名 |
| 2018 | 第37屆香港電影金像獎                | 最佳剪接 | 殺破狼·貪狼 | 黃海                         | 提名 |
| 2021 | 第6屆阿根廷布宜諾斯艾利斯國際電影節 | 最佳剪接 | 海霧        | 黃海、陸志灝                 | 獲獎 |
| 2023 | 第41屆香港電影金像獎                | 最佳剪接 | 明日戰記    | 黃海、陸志灝                 | 提名 |

## 外部連結
- 黃海在香港影庫上的簡介
- 黃海在猫眼电影上的簡介 （页面存档备份，存于） （簡體中文）
- 黄海在豆瓣上的资料（简体中文）
- 黃海在互联网电影资料库（IMDb）上的資料（英文）